# Chodrockfest
Chodrockfest je český multižánrový hudební festival pod širým nebem. Místem konání je jezdecký areál TJ Start v Domažlicích. Jeho první ročník se konal v roce 2011.

## Historie
Jezdecký areál TJ Start v Domažlicích se stal místem pro konání festivalu a to především díky svému převážně písčitému povrchu. Festival je proto někdy označován jako „plážový“. V roce 2017 proběhl sedmý ročník, festival se koná nepřetržitě od roku 2011. Datum festivalu každoročně připadá na druhý víkend v srpnu, kdy v Domažlicích probíhají taktéž Chodské slavnosti a Vavřinecká pouť. Festival Chodrockfest je zaměřený především na českou hudební scénu. Na dvou podiích v areálu se vystřídaly skupiny jako Kryštof, Chinaski, Wohnout, David Koller, Jelen, Mig 21, Vypsaná fiXa, Harlej, Škwor, Rybičky 48, Dymytry, Mirai, Xindl X a mnoho dalších. V roce 2017 byla zaznamenána doposud nejvyšší návštěva festivalu - 7400 návštěvníků.
Festival je také držitelem ocenění „Čistý festival“, který uděluje společnost Eko-kom.[zdroj?] Návštěvníci mají možnost využít parkoviště a stanové městečko, které jsou v těsné blízkosti areálu akce. Od roku 2017 byly zavedeny festivalové sprchy, úschovna a dobíjecí stanice na mobilní telefony.
V roce 2019 prošel festival velkou změnou a přešel na cashless systém, tedy bezhotovostní systém plateb. Součástí každé ID pásky byl čip, který si návštěvník předem nabil dle svého uvážení. Na všech prodejních místech pak platil pomocí čipu, nikoli hotovostí. V rámci udržení čistějšího areálu festivalu, byly zavedeny do oběhu zálohované vratné kelímky Nicknack. Tento rok začínal festival Chodrockfest čtvrteční warm-up párty, kde zahrály kapely Extra-Band revival, Alkehol a Harlej.
Vzhledem k nastalé situaci s pandemií Covid 19 nemohl festival Chodrockfest v roce 2020 proběhnout a byl přesunut na rok 2021.
V roce 2021 proběhl 10. ročník festivalu Chodrockfest. Tento rok se na festivalu vystřídaly přední české kapely jako Jelen, Harlej, Pokáč, Dymytry a mnoho dalších. Ani tento rok nechyběla již tradiční after party s Hitrádiem FM PLUS.